# Воскресный день в аду
«Воскресный день в аду» (лит. Savaitgalis pragare) — советский фильм 1987 года, снятый на Литовской киностудии режиссёрами Витаутасом Жалакявичюсом, Альмантасом Грикявичюсом и Автандилом Квирикашвили.

## Сюжет
Война, лето 1944 года, Прибалтика. Из нацистского концлагеря совершают побег двое — литовец и русский. Спасаясь от погони, они попадают в зону отдыха эсэсовцев — пляж на балтийском взморье. Понимая, что днём выйти незамеченными им не удастся, они, скинув лагерные лохмотья, растворяются среди отдыхающих немецких офицеров — под страшной угрозой быть разоблаченными им придётся пробыть здесь до темноты.
Ситуация осложняется тем, что только литовец говорит по-немецки, русский же знает лишь несколько фраз.
На какое-то время недавние смертники забываются: солнце, лес, плеск моря… и нацисты, без формы и знаков различия; они выглядят обычными парнями, прихватившими на уик-энд шнапса и девочек. Только лето это — последнее лето уже явно проигранной ими войны. Потому и нет на этом пикнике веселья: в глазах немецкого генерала и его подчиненных — лишь обречённость, усталость и безысходность. Их отдых — пир во время чумы. Секс — и тот лишён эротики. И два беглеца, давно не видевшие еды, алкоголя и женщин, стараются не выдать себя, страшным усилием воли подавляя в себе не столько страх, сколько вбитый в лагере отказ от человеческого достоинства.
Налёт советской авиации в считанные минуты превращает пляж в ад кромешный. Беглецы, переодевшись в форму немецких офицеров, уходят оттуда, но вскоре натыкаются на партизан…

## В ролях
- Владимир Богин — Денис, советский моряк, узник концлагеря
- Видас Петкявичюс — учитель-литовец, узник концлагеря
- Витаутас Паукште — Мельдерс, немецкий офицер
- Ингеборга Дапкунайте — Ингеборга
- Альгирдас Паулавичюс — капитан Эсер, командир береговой батареи
- Юозас Будрайтис — немецкий генерал
- Улдис Ваздикс — «Людоед», начальник концлагеря
- Ирена Куксенайте — «Людоедка», любовница начальника концлагеря
- Гедиминас Сторпирштис — насильник, молодой немец из гитлерюгенда
- Саулюс Баландис — Фридрих, адъютант генерала
- Леонардас Зельчюс — парикмахер
- Александр Кузин — командир советской эскадрильи истребителей сопровождения бомбардировщиков
- Альгимантас Масюлис — эпизод

## Критика
Киновед Любовь Аркус, рассматривая творчество сценариста и режиссёра фильма Витаутаса Жалакявичюса, заметила, что он впервые с 1960-х годов вернулся к военной теме, и, сравнивая фильм 1987 года «Воскресный день в аду» с его же фильмом 1965 года «Никто не хотел умирать», отметила:

«Никто не хотел умирать» он снял без стилевых и сюжетных виньеток того рода, что двадцать лет спустя украсили ещё одну литовскую историю — «Уик-энд в аду», фильм совершенно уже безжалостный, выплавленный, в согласии с настроением, которое овладело к этому моменту автором, в холодном пламени мизантропии.
Кинокритик Александр Колбовский в 1990 году в статье, посвящённой работам актрисы Ингеборги Дапкунайте, назвал её роль в фильме одной из трёх лучших её ролей:

…Или другая её работа — странная немецкая девушка, дочь епископа, ставшая шлюхой, из картины В. Жалакявичюса «Воскресный день в аду». Неожиданно маленькая роль оказывается созвучной судьбе целого поколения — не потерянного даже, а уничтоженного войной. Даже если не физически уничтоженного — убитого духовно поколения без настоящего и без будущего. Речь идет о женских судьбах, о коих прежде мы как-то не задумывались: у нас были свои великие жертвы, нам было не до разбитых женских судеб по ту сторону фронта… Немецкие фрау и фрейлейн из наших прошлых кинокартин о фашизме были одинаково патриотичны и одномерны. Не в упрек об этом говорю — вероятно, время пришло увидеть трагедию там, где прежде виделся обличительный фарс.— кинокритик Александр Колбовский, журнал «Советский экран», 1990 год
...Двое заключенных бегут из нацистского концлагеря и прячутся от погони на пляже, смешавшись с отдыхающими офицерами Вермахта. Не правда ли, неплохая завязка для лихого приключенческого фильма?....Это совсем другое кино. С неторопливым, отчасти даже тягучим ритмом. С долгими, молчаливыми паузами. С достоверными бытовыми и психологическими зарисовками. С подчеркнутой "дегероизацией" главных героев - русского и литовца. Однако при всей тщательности, проработанности фона, Желакявичюс отчетливо склоняется к жанру притчи.критик Александр Федоров, сайт-издание Кино-Театр

## Награды
- Приз жюри на XXI-ом Всесоюзном кинофестивале (ВКФ), 1988 год, Баку.